# Верстовые столбы (Гатчина)
Верстовые столбы — три памятника архитектуры в Гатчине на проспекте 25 Октября (43, 44, 45 километры).
Выполнены из естественного камня по проекту неизвестного автора. Распоряжение об установке было дано в 1794 году, первые восемь столбов были изготовлены К. Пластининым весной 1795 года (возможно, он и был автором внешнего вида обелисков).
По рисунку столбы — конические обелиски с профилированной базой, срезанной верхней частью и массивным квадратным плинтом. Сверху столбов установлены округлые декоративные вазы с квадратным рустом, которому вторит широкая тяга в нижней части обелиска.